# José Romero
Pour les articles homonymes, voir Romero.
José Romero y Martínez, né le 1er décembre 1745 à Ronda (Espagne, province de Malaga), mort en 1826, était un matador espagnol.

## Présentation
Il était le deuxième fils de Juan Romero et donc le petit-fils de Francisco Romero. À dix-sept ans, il figure comme banderillero dans la cuadrilla de son père, puis se fait à son tour matador. Après la retraite de Juan Romero et la mort de Pepe Hillo, il devient l’un des principaux matadors de la fin du XVIIIe siècle et du début du XIXe.